# Carl Ferdinand Langhans

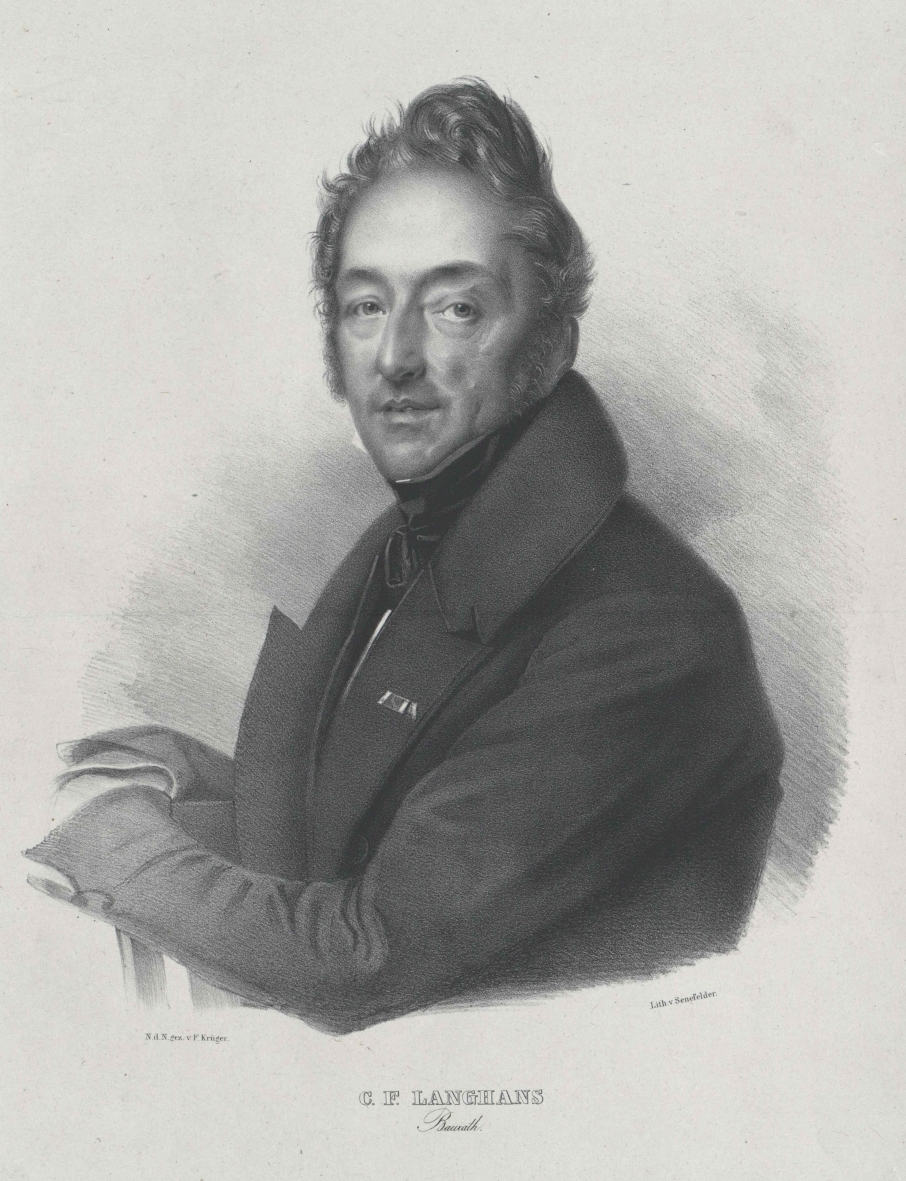
Carl Ferdinand Langhans

Carl Ferdinand Langhans, född 14 januari 1782 i Breslau, död 22 november 1869 i Berlin, var en tysk arkitekt, son till Carl Gotthard Langhans.
Langhans, som var samtida med Karl Friedrich Schinkel, men inte påverkad av honom, byggde bland annat kejsar Vilhelm I:s palats i Berlin (1834-36, en tillbyggnad till den gamla biblioteksbyggnaden i rokokostil). Langhans var specialist som teaterbyggare. Teatern i Breslau, som två gånger av honom uppbyggdes och två gånger brann, restaureringen av Georg von Knobelsdorffs operahus i Berlin efter branden 1843 och nybyggnaden av teatern i Leipzig (förstörd i andra världskriget) är hans främsta verk.